# Maxence Van Der Meersch
Maxence Van der Meersch (n. 4 mai 1907, Roubaix, Nord-Pas-de-Calais, Franța – d. 14 ianuarie 1951, Le Touquet-Paris-Plage, Nord-Pas-de-Calais, Franța) a fost un scriitor franco-flamand, laureat al premiului Goncourt, care a murit de tuberculoză.

## Biografie
Maxence provenea dintr-o familie cu un trai confortabil, iar tatăl lui era contabil. A fost un copil bolnăvicios și a avut apoi o sănătate fragilă pe tot parcursul vieții. Sora lui, Sarah a murit de tuberculoză în 27 octombrie 1918, la vârsta de numai 19 ani. Mai târziu părinții lui s-au despărțit: mama lui, Marguerite, a devenit alcoolică, iar tatăl lui, Benjamin, a dus o viață considerată destrăbălată după standardele timpului. În 1927 Maxence s-a îndrăgostit de Thérèze Denis, o fată originară dintr-o familie muncitorească săracă, cu care a trăit în Wasquehal împotriva voinței tatălui său, care dorea o căsătorie mai prestigioasă pentru fiul său. Din această relație, care a fost oficializată abia în 1934, s-a născut în 1929 o fiică, Sarah, care a fost numită astfel în memoria surorii lui. Thérèze a fost singura iubire din viața lui Maxence și ea este cheia pentru înțelegerea operei sale. Ea a fost sursa de inspirație pentru protagonista trilogiei sale, La Fille pauvre (Fata săracă).
Avocat de profesie, el a practicat foarte puțin această profesie, preferând să se dedice scrisului. Opera lui, marcată de un spirit realist, se referă, în esență, la viața oamenilor din departamentul Nord, regiunea sa natală. În 1936 el a fost distins cu Premiul Goncourt pentru L'Empreinte du dieu. În 1943 a publicat Corps et âmes, care a fost distins în acel an cu Marele premiu al Academiei Franceze. Romanul a avut parte de un succes internațional, fiind tradus în 13 limbi. El este centrat în jurul ideilor unui celebru medic, dr. Paul Carton (1875-1947), pentru care Van der Meersch avea o profundă admirație. Carton a evidențiat importanța alimentației, a curățeniei, a unui mediu de lucru ordonat etc.: „Le microbe n'est rien. Le terrain est tout”. („Microbul nu este nimic. Terenul este totul”.) Protagoniștii romanului sunt adepții ideilor lui Carton.
Van der Meersch provenea dintr-o familie de liber-cugetători — tatăl său era un ateu nietzschean —, dar s-a convertit la romano-catolicism în 1936. El a scris două biografii religioase: a sfântului Jean-Marie Vianney și a sfintei Tereza de Lisieux.
Van der Meersch a avut parte de un mare succes literar în timpul vieții sale, dar astăzi este mai puțin cunoscut. Cu toate acestea, în 2010, aproximativ o jumătate de duzină din cărțile lui erau încă tipărite în Franța. În 1998 un grup de admiratori a înființat La société des Amis de Van der Meersch. În 1988, primul său roman, La Maison dans la dune (1932), a fost ecranizat într-un film regizat de Michel Mees, cu Tchéky Karyo în rolul principal.

## Critici
Istoricul Richard Cobb l-a numit pe van der Meersch „un regionalist care a scris aproape exclusiv despre Roubaix și care i-a adus onoare orașului prin câștigarea premiului Goncourt”. În opinia lui Cobb, „El a fost, de fapt, un stilist stângaci, un Zola creștin-socialist, care a scris cu ușurință o colecție de fiches [fișe].” (Fiches înseamnă dosare de persoane obținute din surse reale).

## Opera literară

### Ficțiune
- La Maison dans les dunes (Casa de pe dună, 1932)
- Car ils ne savent ce qu'ils font... (1933)
- Quand les sirènes se taisent (1933)
- La fille pauvre Tome I: Le Péché du monde (1934)
- Invasion 14 (Invazie '914, 1934)
- Marie, fille de Flandre (1935)
- L'Empreinte du dieu (1936)
- Pêcheurs d'hommes (1936)
- L'Elu (1936)
- Corps et âmes (Trupuri și suflete, 1943)
- La fille pauvre Tome II: Le Cœur Pur (1948)[14]
- La fille pauvre Tome III: La Compagne (1955)
- Masque de chair (1958)

### Non-ficțiune
- Vie du Curé d'Ars (1936)
- Femmes à l'encan (1943) (un eseu împotriva prostituției)
- La petite sainte Thérèse (1943)
- Pourquoi j'ai écrit Corps et âmes (1956) (un eseu în apărarea medicinei cartoniene)